# Україна на літніх Паралімпійських іграх 2000
Україна брала участь у Літніх Олімпійських іграх 2000 року у Сіднеї (Австралія) удруге за свою історію, і завоювала 37 медалей (3 золоті, 20 срібних і 14 бронзових). Країну представляли 67 спортсменів у 8 видах спорту. За золотим заліком Україна 35 місце, а за кількістю медалей — 12 місце.

## Нагороди
Нагороди українських паралімпійців.
| Медаль             | Спортсмен | Вид спорту            | Дисципліна           | Дата |
| ------------------ | --- | --------------------- | -------------------- | ---- |
| Золото             | Юрій Андрюшин | Плавання              | 50 м батерфляйєм     |      |
| Золото             | Олександр Мащенко | Плавання              | 100 м брасом         |      |
| Срібло             | Олена Акопян | Плавання              | 50 м вільним стилем  |      |
| Срібло             | Олена Акопян | Плавання              | 100 м вільним стилем |      |
| Срібло             | Олена Акопян | Плавання              | 200 м вільним стилем |      |
| Срібло             | Лідія Соловйова | Пауерліфтинг          | до 40 кг (жінки)     |      |
| Срібло             | Збірна України з футболу 7x7 \| Сергій Бабій \| \| Сергій Крот \| \| \| \| Сергій Вакуленко \| \| Ігор Литвиненко \| \| \| \| Тарас Дутко \| \| Валерій Новополтавцев \| \| \| \| Євген Жучинін \| \| Андрій Розтока \| \| \| \| Володимир Кабанов \| \| Андрій Цуканов \| \| \| \| Микола Ковальський \| \| \| \| \| | Футбол ДЦП            | Футбол (7 x 7)       |      |
| Сергій Бабій       | | Сергій Крот           |                      |      |
| Сергій Вакуленко   | | Ігор Литвиненко       |                      |      |
| Тарас Дутко        | | Валерій Новополтавцев |                      |      |
| Євген Жучинін      | | Андрій Розтока        |                      |      |
| Володимир Кабанов  | | Андрій Цуканов        |                      |      |
| Микола Ковальський | |                       |                      |      |